# Агиос Евстатиос (окръг Фамагуста)
А̀гиос Евста̀тиос (на гръцки: Άγιος Ευστάθιος; на турски: Zeybekköy) е село в Кипър, окръг Фамагуста. Според статистическата служба на Северен Кипър през 2011 г. селото има 36 жители.
Де факто е под контрола на непризнатата Севернокипърска турска република.